# ویلیام اچ. اسمترز
ویلیام اچ. اسمترز (به انگلیسی: William H. Smathers) سناتور سابق عضو حزب دموکرات ایالات متحده آمریکا بود. وی در سال ۱۹۳۷ تا ۱۹۴۳ میلادی سناتور ایالت نیوجرسی در سنای ایالات متحده آمریکا بود.